# Leonid Michajlovič Charitonov
Leonid Michajlovič Charitonov (in russo Леонид Михайлович Харито́нов?; Golumet', 18 settembre 1933 – Mosca, 19 settembre 2017) è stato un basso-baritono e militare sovietico, poi russo.
Il padre, Michail Ivanovič, era un insegnante che morì poco dopo la nascita di Leonid. Fu quindi cresciuto dalla madre, Ol'ga Pavlovna, che era una donna delle pulizie. Compì studi tecnici (stampaggio e saldatura).
Iniziò l'attività di cantante nel 1951 in una filarmonica. Nel 1965 entrò nel coro dell'Armata Rossa e ne divenne un solista. Nel 1986 è stato nominato artista del popolo della RSS Russa.